# Persaios de Kition
Persaios (en grec ancien Περσαῖος) de Kition (307-243 av. J.-C.), est un philosophe grec de l'école stoïcienne, disciple du fondateur de celle-ci, Zénon de Kition, et homme de confiance d'Antigone II Gonatas.

## Notice biographique et historique
Il naquit à Kition, dans l'île de Chypre, d'un père nommé Démétrios. Ami et disciple de Zénon de Kition, il habitait la même maison que lui, et fut peut-être son esclave. Lorsque Zénon déclina poliment, en invoquant son grand âge, l'invitation du roi de Macédoine Antigone II Gonatas à la cour de Pella, il lui envoya Persaios et Philonidès de Thèbes, « ses égaux — écrit-il au monarque —, pour les qualités de l'âme ».
Antigone II choisit Persaios comme tuteur de son fils Alcyonée. Apprécié par le roi, le philosophe fut fait archonte de Corinthe lorsqu'il prit la ville en -244, et mourut l'année suivante au combat contre la Ligue achéenne commandée par Aratos de Sicyone. Selon Diogène Laërce, Persaios étudia les textes homonymes d'Antisthène et d'Eschine de Sphettos afin de déjouer les falsifications opérées par Pasiphon d’Érétrie, et rétablir les attributions justes.

## Philosophie
Pour Persaios comme pour les autres Stoïciens, tous les crimes, toutes les fautes se valent.
D'après Cicéron, Persaios enseignait « qu'on a considéré comme des dieux les hommes dont les découvertes avaient été d'une grande utilité pour la civilisation, et que les choses utiles et salutaires ont été elles-mêmes désignées par des noms de dieux ». La divinisation des bienfaiteurs de l'humanité — qui constitue le fond de la doctrine d'Évhémère —, est, de fait, déjà présente dans le stoïcisme ancien (SVF 2, 130). Mais selon l'épicurien Philodème de Gadara, les thèses de Persée s'inspireraient de Prodicos, qui associait déjà la divinisation des bienfaiteurs et celle des choses utiles et salutaires.

### Le sage sans représentation fausse
Ariston de Chios combattit le scepticisme de l'Académie sous le scolarque Arcésilas de Pitane, soutenant la thèse selon laquelle le sage est sans représentation fausse. Persaios mit cette prétention d'Ariston à l'épreuve en lui faisant remettre un objet par un jumeau, et en le faisant reprendre par l'autre. Ariston hésita, Persaios tint cela pour une réfutation (DL, VII, 162, p. 885). Plutarque rapporte à son sujet, dans son traité De la fausse honte, une anecdote montrant qu'il savait veiller sur ses intérêts, même dans ses relations d'amitié.

## Œuvres
L'essentiel de cette liste provient de Diogène Laërce (VII, 36).
- Περὶ βασιλείας : Sur la royauté
- Πολιτεία Λακωνική : Constitution lacédémonienne
- Περὶ γάμου : Sur le mariage
- Περὶ ἀσεβείας : Sur l'impiété
- Θυέστης : Thyeste
- Περὶ ἐρώτων : Sur les amours
- Προτρεπτικοί : Protreptiques
- Διατριβαί : Entretiens
- Χρειῶν δ' : Chries, en quatre livres
- Ἀπομνημονεύματα : Mémorables
- Ὑπομνημάτων συμποτικῶν β' : Notes (ou comptes rendus) de banquets, en deux livres
- Πρὸς Πλάτωνος νόμους ζ' : Contre les Lois de Platon, en sept dialogues
- Ἥθικαὶ σχολαί : Récréations morales
- Συμποτικοὶ διάλογοι : Dialogues de banquets (attribution suspecte, due à Athénée[11].)

#### Sources antiques
- Diogène Laërce, Vies, doctrines et sentences des philosophes illustres [détail des éditions] (lire en ligne) : Livres II et VII (28 et 36)
- Athénée, Deipnosophistes [détail des éditions] (lire en ligne) (XIII, 86)
- Pausanias, Description de la Grèce [détail des éditions] [lire en ligne] (Livre II)
- Questions morales de Chrysippe de Soles
- Silles, de Timon de Phlionte (Livre III)

#### Études
- Louis-André Dorion, Figures de Socrate, Presses universitaires du Septentrion, 2001, 223 p. (ISBN 2859397116)
- Jean-Baptiste Gourinat, notice « Persaïos de Kition », dans Richard Goulet (dir.), Dictionnaire des philosophes antiques, tome 5, 1re partie. Paris, 2012, p. 234–243.